# Фортис, Луиджи
Луиджи Фортис (26 февраля 1748, Верона, Венеция — 27 января 1829, Рим) — генерал Общества Иисуса (иезуиты), двадцатый по счёту глава ордена и второй после его восстановления в 1814 году.
Луиджи Фортис родился 26 февраля 1748 года в Вероне. Обучался в иезуитской школе Святого Себастьяна в родном городе, вступил в Общество Иисуса в 1762 году всего в 14-летнем возрасте. После окончания школы изучал философию и гуманитарные науки в университетах Болоньи и Феррары.
В 1773 году Общество было распущено. Фортис вынужден был вернуться в Верону, где он зарабатывал на жизнь частными уроками. В 1778 году был рукоположён в священный сан. В 1784 году он установил контакты с иезуитами России (Россия, благодаря покровительству императрицы Екатерины II, стала одним из немногих мест, где иезуиты продолжали деятельность). В 1793 году деятельность ордена была разрешена в герцогстве Парма. Фортис немедленно переехал туда и возобновил свои обеты, как член ордена.
В 1804 году Парма была захвачена французскими войсками, Фортис вынужден был бежать в Неаполь, однако после прихода к власти Жозефа Бонапарта все иезуиты были изгнаны и из этого города. Фортис переехал сначала в Орвието, а потом вернулся в родной город.
Буллой от 7 августа 1814 года «Sollicitudo omnium ecclesiarum» папа Пий VII восстановил Общество Иисуса во всех его правах и привилегиях. Фортис был назначен провинциалом иезуитов Италии. Фаддей Бжозовский, бывший генеральным викарием иезуитов России, после восстановления ордена стал его генералом, однако из-за царского запрета на выезд из России не мог в полной мере выполнять обязанности по управлению орденом. В связи с этим, Фортис наряду с постом провинциала Италии получил и должность викария Генерала ордена, которую он занимал вплоть до смерти Бжозовского в феврале 1820 года.
20-я Генеральная конгрегация Общества Иисуса была созвана в октябре 1820 года. Фортис, фактически управлявший орденом в последние годы, был очевидным главным претендентом на пост генерала; но первая Генеральная конгрегация, собравшаяся после длительного перерыва, вызванного ликвидацией ордена, погрязла в интригах и ссорах. Понадобилось прямое вмешательство папы Пия VII, чтобы собрание перешло к конструктивной работе. В конце концов Фортис был утверждён в качестве главы ордена. Главной заботой нового генерала на высшем посту Общества было возрождение ордена, увеличение числа иезуитов и восстановление структур, распавшихся или подавленных за время роспуска ордена. При Фортисе число иезуитов выросло до 1200 человек, а число провинций до шести.
Луиджи Фортис скончался 27 января 1829 года. Его преемником был избран голландец Ян Ротан.